# Wersestadion
Le Wersestadion est un stade omnisports situé à Ahlen en Allemagne. Il est habituellement utilisé pour accueillir des matchs de football. Il est le stade du Rot-Weiss Ahlen.
Sa capacité est de 15 000 places. Il a été inauguré le 21 août 1949 et rénové ainsi qu'agrandi à deux reprises, en 1997 puis en 2009.